# آنا كارولينا ريستون
آنا كارولينا ريستون ماكان (من 4 يونيو 1985 إلى 14 نوفمبر 2006) عارضة برازيلية.

## وفاتها
توفيت ريستون يوم الأربعاء، 15 نوفمبر 2006. في وقت وفاتها، كانت ريستون تزن 40 كجم فقط (88 رطلاً) على ارتفاع 1.68 متر (5 قدم 6 بوصات) ، وقد دخلت المستشفى منذ 25 أكتوبر 2006 ، بسبب خلل في الكلى بسبب فقدان الشهية العصبي والشره المرضي العصبي، والتي تضمنت نظام غذائي يتكون فقط من التفاح والطماطم. لديه مؤشر كتلة الجسم (BMI) من 14.1 فقط، أقل بكثير من قيمة المؤشر من 16 والتي تعتبرها منظمة الصحة العالمية أن النحافة الشديدة. أصبحت حالتها أكثر خطورة وتدهورت لتصبح عدوى معممة أدت إلى وفاتها في سن 21.
قالت والدة ريستون مريم لصحيفة ولاية ساو باولو: لقد لاحظت شيئًا ما خطأ عندما عادت من اليابان. كانت رقيقة جدًا عند عودتها وعندما أخبرتها أن تأكل شيئًا ما، قالت:
| آنا كارولينا ريستون | أمي من فضلك لا تتشاجري معي ؛ليس بي أي مشكلة، أنا بخير. | آنا كارولينا ريستون |

كانت ريستون هو ثاني عارضة ذُكر أنه توفي بسبب المضاعفات المرتبطة بفقدان الشهية في عام 2006 ، بعد لويسيل راموس البالغ من العمر 22 عامًا

## روابط خارجية
- آنا كارولينا ريستون على موقع دليل عارضات الأزياء (الإنجليزية)